# Kongelunden
Kongelunden er en af Amagers 4 skove og nok en af de få skove i Danmark, som officielt er blevet navngivet. En stor del af Kongelunden er tilplantet med egetræer og mere end 300 forskellige fuglearter er set i og omkring Kongelunden. Skoven er beliggende i den sydlige del af øen for enden af Kongelundsvej beliggende i både Dragør og Tårnby. Kongelunden forvaltes af Jægersborg Statsskovdistrikt.

## Historie
Kongelundens historie strækker sig tilbage til begyndelsen af 1800-tallet, hvor Det Kongelige Danske Landhusholdningsselskab gik i spidsen for en tilplantning af det sydlige Amager. Den unge skovs anlæggelse begyndte i efteråret 1818 på godt 300 tønder fladt, lavt terræn ved kysten. Den nøje planlægning af skovrejsningen ser man i dag på skovens rektangulære afgrænsning og de vinkelrette stier. Beplantningen skete med henblik på at skabe en forsyningskilde for brændsel og gavntræ, som der dengang var stor mangel på grund af det skovløse Amager (og resten af Danmark i øvrigt). Den oprindelige skov på Amager var nemlig for længst blevet fældet for at skaffe brænde, gavntræ og landsbrugsjord og den resterende skov forsvandt under Svenskekrigene i 1657-60. Præsidenten for det Det Kongelige danske Landhusholdsningsselskab, Jonas Collin, regnes som ophavsmand til Kongelunden, da han i 1818 fik overtalt Store Maglebys beboere til at anlægge skov på deres daværende græsningsareal. Collins Høj og Collins Sten i Kongelunden er således navngivet efter ham.
Frederik 6. støttede op omkring projektet med 16.000 rigsdaler og gav i en resolution af 28. august 1830 og efter anmodning fra  Collin sin tilladelse til Kongelundens navn. I 1830 havde skovrejsningen allerede resulteret i omkring 800.000 træer, hvilket dog kun var halvdelen af det samlede areal.

### Fasaneri og Kongejagt
I 1841 blev Europas første vilde fasaneri oprettet i Kongelunden af den kongelige jægermester Eggert Christopher Frederik Løvenskiold efter at være flyttet fra Jægerspris det forrige år. I 1862 rejstes en mindestøtte for Løvenskiold overfor det som nu er den centrale p-plads I perioden frem til 1920 havde Det Kongelige Fasaneri stor succes med opdrætningen af fasaner på sydspidsen af øen, hvis antal i perioder kom op på over 1.000 stykker. Kongelunden har årligt forsynet kongehuset og flere store godser med flere hundrede fasaner. Til trods for at fasaneriet blev nedlagt i 1929 er der den dag i dag stadigvæk et stort antal fasaner i området. Endvidere er der egern, rådyr, ræve og mange fuglearter.

### Kongelundskroen
Hvor den centrale parkeringsplads nu ligger blev der i perioden 1819-1820 opført en bolig, "Skovlyst", for opsynsmanden, hvor den første opsynsmand etablerede en beværtning. Flere generationer af opsynsmænd videreførte beværtningen der med tiden udviklede sig til en egentlig kro med egen bestyrer, mens en egentlig skovfogedbolig opførtes længere inde i skoven.
Oprindelig foregik trafikken til kroen til hest, med hestevogn eller på cykel. Fra 1907 kunne man tage toget til Tømmerup St. og derfra med hestevogn. I 1919 foregik den sidste kongejagt i skoven, og i 1921 blev skoven åbnet helt for offentligheden. Kongelundsvejen (nu Skovvej for den del der ligger i skoven) blev anlagt i 1922 og åbnede en rutebillinje, som man kunne skifte til på Tømmerup St. Folkelivet i Kongelunden havde sit højdepunkt i perioden 1922-1945 og blev bl.a. kendt gennem spillefilmen "En Søndag paa Amager" fra 1941 instrueret af Emanuel Gregers efter manuskript af Arvid Müller frit efter en vaudeville skrevet af Johanne Luise Heiberg i 1848 og musik af Kai Normann Andersen.
Efter 2. verdenskrig gik det dog ned ad bakke for kroen, der havde sin sidste sæson i 1950 og i 1952 blev revet ned da bygningen var i en særdeles dårlig forfatning.

### Udvidelse
I 1989 påbegyndtes en landsdækkende kampagne om at fordoble Danmarks samlede skovareal i løbet af 100 år. Det resulterede i en udvidelse af Kongelunden mod syd styret af Miljøministeriet i samarbejde med Dragør kommune. Skovens nordlige grænse fulgte indtil 1991 grænsen mellem Dragør Kommune og Tårnby Kommune indtil skovrejsningen fortsattes nord for grænsen. Skovens oprindelige område på omkring 130 ha. skal som følge af udvidelses-projektet gøre Kongelunden tre gange større.

## Natur
Kongelunden er primært egeskov iblandet en lang række andre træarter. Det meste af skoven står på ret fugtig bund, og skovbunden er fortsat relativt artsfattig da naturskovsstrategien endnu er ret ung. Bevoksningerne af store ædelgran gik stort set tabt under stormene Allan og Bodil og de tidligere mørke ædelgran-områder fremstår nu som lysåbne områder med opvækst af ungskov.
Kongelunden er i 2023 udpeget som urørt skov.
Kongelunden er en attraktiv og rig lokalitet for fugle og visse planter og svampe:
- Der er gennem årene observeret mere end 300 forskellige fuglearter i og omkring skoven.[5][6] Nærheden til fuglereservatet på Kalvebod Fælled og stedets karakter af træk-lokalitet er uden tvivl medvirkende hertil, men de mange fuldvoksne egetræer spiller afgjort også en rolle
- Der forekommer en del forskellige orkideer
- Der forekommer mange forskellige svampe, bl.a. en stor bestand af den meget giftige Grøn fluesvamp

Listen af fundne dyr og planter øges dog år for år, og meget tyder på at Kongelunden bliver en rig sommerfugle-lokalitet. I de fugtige dele af nåleskoven øst for Kongelundsvej er der en rig flora af mosser og laver.